# Godzilla contre Mecanik Monster
Pour les articles homonymes, voir Godzilla.
Série Showa
Godzilla 1980
(1973) Les Monstres du continent perdu
(1975)
Pour plus de détails, voir Fiche technique et Distribution.
Godzilla contre Mekanic Monster (ゴジラ対メカゴジラ, Gojira tai Mekagojira) est un film japonais réalisé par Jun Fukuda, sorti en 1974.

## Synopsis
Sur Okinawa, une prêtresse azumie a une vision d'une ville détruite par un monstre géant. Pendant ce temps, Masahiko Shimizu découvre un type de métal inconnu sur Terre et l'apporte au professeur Miyajima pour examen. Une fouille menée par le frère de Masahiko, Keisuke, mène à la découverte d'une chambre remplie d'objets anciens - notamment une statuette de King Caesar, le protecteur d'Okinawa - et d'une fresque murale porteuse d'une prophétie inquiétante. Keisuke est rejoint par l'archéologue Saeko Kaneshiro, qui traduit la prophétie.
À la suite de l'apparition d'un nuage noir ressemblant à une montagne, Godzilla apparaît. Celui-ci commence son œuvre de destruction et Anguirus, décide de l'affronter. Il est révélé que ce Godzilla est en fait un imposteur et est un robot géant venant de l'espace. Il se verra nommé Mechagodzilla.
Le vrai Godzilla apparaît alors, et avec l'aide de King Caesar, va affronter Mechagodzilla.

## Fiche technique
- Titre : Godzilla contre Mecanik Monster[1]
- Titre original : ゴジラ対メカゴジラ (Gojira tai Mekagojira)
- Réalisation : Jun Fukuda
- Scénario : Jun Fukuda, Hiroyasu Yamamura, Masami Fukushima et Shin'ichi Sekizawa
- Production : Tomoyuki Tanaka
- Musique : Masaru Satō
- Photographie : Yuzuru Aizawa
- Montage : Michiko Ikeda
- Décors : Kazuo Satsuya
- Société de production : Tōhō
- Pays de production : Japon
- Langue originale : japonais
- Format : Couleurs - Mono
- Genre : Action et science-fiction
- Durée : 84 minutes
- Date de sortie : 
  - Japon : 21 mars 1974[2]
  - France : 6 avril 1977

## Distribution
- Masaaki Daimon : Keisuke Shimizu
- Kazuya Aoyama : Masahiko Shimizu
- Akihiko Hirata : Professeur Hideto Miyajima
- Hiroshi Koizumi : Professeur Wagura
- Reiko Tajima : Saeko Kaneshiro
- Hiromi Matsushita : Eiko Miyajima
- Masao Imafuku : Tengan Kunito, the Azumi Royal Family High Priest
- Beru-Bera Lin : Nami Kunito, the Azumi Royal Family Princess
- Shin Kishida : Interpol Agent Nanbara
- Goro Mutsumi : Alien Supreme Leader Kuronuma
- Takayasu Torii : Interpol Agent Tamura
- Daigo Kusano : Yanagawa, Alien Agent #1
- Kenji Sahara : capitaine de navire
- Yasuzo Ogawa : contremaître de chantier
- Isao Zushi : Godzilla

## Informations complémentaires
- Le titre de l'affiche française indique Godzilla contre mecanik monster n°2, sorti un an après Mechagodzilla contre-attaque qui lui est vraiment la suite.
- Ce film célèbre le 20e anniversaire de Godzilla.
- Durant le tournage, le costume de Godzilla prit feu accidentellement, la scène fut récupérée et utilisée dans le film.
- C'est le dernier Godzilla réalisé par Jun Fukuda.